# Nagamasa Kawakita
Nagamasa Kawakita (川喜多 長政, Kawakita Nagamasa) (20 avril 1903 - 24 mai 1981) est un entrepreneur japonais, producteur et importateur de films. Avec sa femme Kashiko Kawakita, et sa fille Kazuko Kawakita, il joua un rôle dans le développement de l'industrie cinématographique japonaise, finançant des acteurs et actrices, et faisant la promotion des films japonais à l'étranger.

## Biographie

### Jeunesse et formation
Kawakita est né à Tokyo. Son père, Kawakita Daijiro, un officier de l'armée impériale japonaise décoré durant la guerre russo-japonaise qui devint instructeur à l'académie militaire de Baoding de Pékin, est tué dans des circonstances mystérieuses, peut-être par trahison d'agents japonais. Après des études secondaires au Japon, Kawakita part en Chine en 1922 pour étudier à l'université de Pékin puis continue ses études à l'université de Heidelberg en Allemagne. Il est embauché par le studio allemand Universum Film AG et renvoyé au Japon pour devenir son représentant.

### Carrière avant-guerre
Kawakita fonde sa propre compagnie, la Towa Trading, en octobre 1928. Il rencontre sa femme, Kashiko, quand elle vient travailler pour lui comme secrétaire, et ils profitent de leur lune de miel en 1932 pour effectuer le premier de nombreux voyages en Europe destinés à acquérir des films pour le marché japonais. L'un de ses premiers succès est Jeunes filles en uniforme de Leontine Sagan, bien qu'il ait travaillé aussi avec de nombreux autres réalisateurs européens, comme Georg Wilhelm Pabst, René Clair, Fritz Lang et Julien Duvivier. Les films importés par Kawakita sortent sur le marché via les studios Tōhō. Kawakita apporte également des films japonais à la Mostra de Venise et d'autres festivals étrangers.
En 1937, il joue un important rôle dans le film germano-japonais La Fille du samouraï d'Arnold Fanck et Mansaku Itami. À la Mostra de Venise 1938, Les Cinq Éclaireurs (Gonin no sekkōhei) de Tomotaka Tasaka est nommé dans la catégorie du meilleur film, et pour la première fois, un film japonais remporte une importante récompense dans un festival international.
En 1938, Kawakita, qui parle couramment chinois (et allemand), tourne son attention vers la Chine, et travaille sur une coproduction sino-japonaise, Le Chemin vers la paix en Orient de Shigeyoshi Suzuki, investissant son propre argent dans un projet qu'il espère aidera à apporter l'harmonie entre les deux pays. Cependant, le film est un échec commercial car le public chinois qualifie Kawakita de porte-parole de l'armée japonaise et les Japonais trouvent ce film en chinois et sous-titré en japonais trop dur à comprendre. L'armée japonaise demande alors à Kawakita de prendre la direction des nouveaux studios China United Productions Ltd. (ou Zhonglian), une fusion entre la Xinhua Film Company et onze autres studios de Shanghai. Kawakita hésite d'abord, mais réalise que le projet se fera avec ou sans lui. Le studio produit des films avec des techniciens et acteurs locaux en visant le public chinois, et a une équipe de plus de 3 000 employés. Bien que Kawakita maintienne des relations avec des officiers de l'armée japonaise et le gouvernement nationaliste de Nankin (dont le maire de Shanghai Chen Gongbo est le président honoraire), il insiste pour que la compagnie soit indépendante et pour continuer sur les thèmes du divertissement plutôt que la propagande, et rencontre ainsi une forte opposition des censeurs et officiers japonais, à tel point qu'il y eut des rumeurs de complots de l'armée japonaise du Guandong ou de la Kenpeitai visant à l'assassiner.

### Carrière après-guerre
Après la capitulation du Japon, Kawakita retourne dans son pays où il est arrêté par les forces d'occupation américaines et jugé comme criminel de guerre de classe B. Cependant, il est très vite relâché après que les autorités aient reçu de nombreux témoignages de Chinois et de Juifs qu'il avait protégés à Shanghai.
Il est autorisé à reprendre son poste de président de la Towa Trading en 1950 et change le nom de la compagnie en Toho-Towa en 1951. Il continue de s'efforcer à promouvoir le cinéma japonais à l'étranger, et apporte le film Rashōmon d'Akira Kurosawa à la Mostra de Venise 1951 où il gagne le Lion d'or. Il est le producteur superviseur du film américano-japonais de 1953 Fièvre sur Anatahan de Josef von Sternberg.
En 1960, Kawakita fonde le conseil cinématographique du Japon pour promouvoir le cinéma japonais à l'étranger et rendre les films accessibles aux spectateurs étrangers. Il est aussi l'un des fondateurs de la guilde d'art du théâtre du Japon pour promouvoir les films d'art et essai au Japon. Sa fille, Kazuko Kawakita, est l'assistante d'Akira Kurosawa sur le film Les salauds dorment en paix de 1960. Elle épouse plus tard l'acteur Jūzō Itami.
Kawakita est décoré de l'ordre du Trésor sacré (2e classe) en 1973. Il meurt le 24 mai 1981.
Après sa mort, le prix Kawakita est créé en 1983 pour récompenser des individus ou organisations qui ont contribué à la promotion du cinéma japonais à l'étranger. Le premier récipiendaire est Donald Richie. Son ancienne maison à Kamakura a été transformée en musée.